# Ordgarius ephippiatus
Ordgarius ephippiatus là một loài nhện trong họ Araneidae.
Loài này thuộc chi Ordgarius. Ordgarius ephippiatus được Tord Tamerlan Teodor Thorell miêu tả năm 1898.